# Lijst van burgemeesters van Nijkerk
Dit is een lijst van burgemeesters van de Nederlandse gemeente Nijkerk in de provincie Gelderland.
| Ambtsperiode                    | Naam burgemeester                       | Leven     | Partij of stroming | Bijzonderheden                                                       |
| ------------------------------- | --------------------------------------- | --------- | ------------------ | -------------------------------------------------------------------- |
| 1811 - 1849                     | mr. E.G. Ardesch                        | 1769-1846 |                    | Ligt begraven in de Grote Kerk van Nijkerk, recht voor de preekstoel |
| 1849 - 1866                     | A. Marcus                               | 1806-1888 |                    |                                                                      |
| 1866 - 1874                     | A.J. baron Schimmelpenninck van der Oye | 1835-1915 |                    | was burgemeester van Hoevelaken.                                     |
| 1875 - 1893                     | J.H. Krudop                             | 1839-1912 |                    | was burgemeester van Hoevelaken.                                     |
| 1893 - 1904                     | A.F.L.G.H. van den Steen van Ommeren    | 1842-1920 |                    |                                                                      |
| 1904 - 1908                     | mr. D.J. Kuipers                        | 1875-1951 |                    | achternaam is in 1918 veranderd in Cuipers                           |
| 1908 - 1917                     | Jacobus (J.) de Lange                   | 1861-1950 | ARP                |                                                                      |
| 1917 - 1923                     | jhr.mr. G.C.J. Van Reenen               | 1884-1973 |                    |                                                                      |
| 1923 - 1939                     | J.C.A.M. van Kluyve                     | 1873-1962 |                    |                                                                      |
| 15 februari 1939 - 1957         | Zwaantinus Bruins Slot                  | 1903-1985 | CHU                |                                                                      |
| 1957 - 1975                     | Jan Hoekstra                            | 1910-1982 | CHU                | was burgemeester van Nieuwleusen                                     |
| november 1975 - juni 1983       | Jan Willem Stam                         | 1918-2004 | CHU / CDA          |                                                                      |
| 1983 - 1989                     | mr. Pieter van der Zaag                 | *1940     | CDA                | was burgemeester van Midwolda                                        |
| 16 maart 1990 - 1 december 1994 | Fred Borgman                            | 1946-1996 | CDA                |                                                                      |
| 16 juli 1995 - 31 maart 2007    | drs. Bartele Vries                      | *1942     | CDA                |                                                                      |
| 1 april 2007 - 15 november 2024 | mr. drs. Gerard Renkema                 | *1959     | CDA                |                                                                      |
| 12 december 2024 - heden        | Tinet de Jonge-Ruitenbeek               | *1982     | CDA                |                                                                      |